# Этельберт из Хвикке
Этельберт (англ. Æthelberht), возможно, был королём Хвикке, англосаксонского королевства, занимавшего земли на территории, которая позже стала Глостерширом и Вустерширом. Он, возможно, правил совместно со своими предполагаемыми братьями Этельхардом, Этельриком и Этельвердом. Вполне вероятно, что все они были сыновьями Осхера, хотя отцовство Этельхарда и Этельберта прямо не указано в сохранившихся документах.
В 692 году вместе он засвидетельствовал хартию S 75 Этельреда I, короля Мерсии вместе с Этельхардом, Этельбертом и Этельвердом. В 693 году четверо братьев засвидетельствовали хартию S 53, выданную их отцом Осхером.
Ни в одной из этих хартий он не назван королем.